# Shelby Rogers
Shelby Rogers (Mount Pleasant, Carolina del Sur, 13 de octubre de 1992) es una jugadora profesional de tenis estadounidense. Su mayor ranking en la WTA es el no. 70, alcanzado el 15 de septiembre de 2014. En su carrera en dobles es no. 147, alcanzado el 21 de septiembre de 2015. Ella jugó en su primer evento de Grand Slam, cuando recibió un comodín para jugar en el Abierto de los Estados Unidos en el 2010, pero fue derrotada por Peng Shuai en la primera ronda en tres sets. Desde entonces, ha llegado a la segunda ronda del Abierto de Francia 2013.

## Carrera

### 2023-24: Pausa, regreso y retiro
Rogers comenzó la temporada 2023 en los dos torneos internacionales de Adelaida. En el Abierto de Australia, perdió en la segunda ronda ante la eventual campeona, Aryna Sabalenka, en sets seguidos. 
En el Torneo de Charleston 2023, avanzó a los octavos de final derrotando a la cabeza de serie no.13 Danielle Collins y a Caty McNally antes de perder ante la campeona defensora y eventual subcampeona, la cuarta cabeza de serie Belinda Bencic. 
Como preclasificada en el puesto 33 en el Masters de Madrid 2023, alcanzó la tercera ronda por primera vez en este torneo derrotando a Ana Bogdan, antes de perder ante otra rumana, la preclasificada en el puesto 31 Irina Camelia Begu. 
Después de una pausa de más de medio año, Rogers regresó al Circuito de la WTA en el Abierto de Australia de 2024, sufriendo una derrota en sets seguidos en la primera ronda contra Emma Raducanu.También ingresó al cuadro principal en el Masters de Miami 2024 usando una clasificación protegida, y ganó su primer partido después de superar a la wildcard Linda Fruhvirtová antes de perder ante Anastasia Pavlyuchenkova. 
El 23 de agosto de 2024, Rogers anunció su inminente retiro de la gira profesional, siendo el Abierto de Estados Unidos 2024 su último torneo.  Perdió en la primera ronda ante la no.6 del mundo Jessica Pegula. 

## Vida personal
Rogers está comprometida con John Slavik, con quien anda saliendo desde finales del 2020. Rogers es cristiana, El 2 de diciembre de 2023, Slavik y Rogers se casaron.

## Títulos WTA (0; 0+0)

### Individual (0)
| Leyenda                                |
| -------------------------------------- |
| Grand Slam (0)                         |
| Juegos Olímpicos (0)                   |
| WTA Finals (0)                         |
| P. Mandatory & Premier 5, WTA 1000 (0) |
| Premier, WTA 500 (0)                   |
| International, WTA 250 (0)             |

#### Finalista (3)
| No. | Fecha                 | Torneo         | Superficie    | Oponente en la final | Resultado        |
| 1.  | 13 de julio de 2014   | Bad Gastein    | Tierra batida | Andrea Petković      | 3-6, 3-6         |
| 2.  | 21 de febrero de 2016 | Río de Janeiro | Tierra batida | Francesca Schiavone  | 6-2, 2-6, 2-6    |
| 3.  | 7 de agosto de 2022   | San José       | Dura          | Daria Kasátkina      | 7-6(2), 1-6, 2-6 |

### Dobles (0)
| Leyenda                                |
| -------------------------------------- |
| Grand Slam (0)                         |
| Juegos Olímpicos (0)                   |
| WTA Finals (0)                         |
| P. Mandatory & Premier 5, WTA 1000 (0) |
| Premier, WTA 500 (0)                   |
| International, WTA 250 (0)             |

#### Finalist (1)
| N.º | Fecha               | Torneos | Superficie    | Pareja        | Oponentes                                    | Resultado        |
| --- | ------------------- | ------- | ------------- | ------------- | -------------------------------------------- | ---------------- |
| 3.  | 19 de abril de 2015 | Bogotá  | Tierra batida | Irina Falconi | Paula Cristina Gonçalves Beatriz Haddad Maia | 3-6, 6-3, [6-10] |

## Títulos ITF

### Individual (4)
| Torneos de $100,000 |
| Torneos de $75,000  |
| Torneos de $50,000  |
| Torneos de $25,000  |
| Torneos de $15,000  |
| Torneos de $10,000  |

| N.º | Fecha                    | Torneo                          | Superficie | Oponentes         | Resultado          |
| --- | ------------------------ | ------------------------------- | ---------- | ----------------- | ------------------ |
| 1.  | 10 de julio de 2012      | Yakima, Estados Unidos          | Dura       | Samantha Crawford | 6–4, 6–7(3-7), 6–3 |
| 2.  | 23 de abril de 2013      | Charlottesville, Estados Unidos | Arcilla    | Allie Kiick       | 6–3, 7–5           |
| 3.  | 28 de julio de 2013      | Lexington, Estados Unidos       | Dura       | Julie Coin        | 6-4, 7-6(7-3)      |
| 4.  | 28 de septiembre de 2015 | Albuquerque, Estados Unidos     | Dura       | Anna Tatishvili   | 6-2, 6-3           |

#### Finalista (3)
| N.º | Fecha                    | Torneo                               | Superficie | Oponentes            | Resultado          |
| --- | ------------------------ | ------------------------------------ | ---------- | -------------------- | ------------------ |
| 1.  | 4 de mayo de 2010        | Indian Harbour Beach, Estados Unidos | Arcilla    | Edina Gallovits-Hall | 2–6, 6–3, 6–4      |
| 2.  | 25 de septiembre de 2012 | Las Vegas, Estados Unidos            | Dura       | Lauren Davis         | 6–7(5-7), 6–2, 6–2 |
| 3.  | 28 de septiembre de 2015 | Las Vegas, Estados Unidos            | Dura       | Michaëlla Krajicek   | 3–6, 1–6           |

### Dobles (2)
| Torneos de $100,000 |
| Torneos de $75,000  |
| Torneos de $50,000  |
| Torneos de $25,000  |
| Torneos de $15,000  |
| Torneos de $10,000  |

| N.º | Fecha              | Torneos                 | Superficie | Pareja              | Oponentes                  | Resultado         |
| --- | ------------------ | ----------------------- | ---------- | ------------------- | -------------------------- | ----------------- |
| 1.  | 3 de julio de 2012 | Denver, Estados Unidos  | Dura       | Marie-Ève Pelletier | Lauren Embree Nicole Gibbs | 6–3, 3–6, [12–10] |
| 2.  | 5 de junio de 2015 | Eastbourne, Reino Unido | Césped     | Coco Vandeweghe     | Jocelyn Rae Anna Smith     | 7–5, 7–6(7–1)     |

#### Finalista (4)
| N.º | Fecha                | Torneos                         | Superficie | Pareja          | Oponentes                           | Resultado        |
| --- | -------------------- | ------------------------------- | ---------- | --------------- | ----------------------------------- | ---------------- |
| 1.  | 15 de junio de 2010  | Mount Pleasant, Estados Unidos  | Dura       | Petra Rampre    | Kaitlyn Christian Caitlin Whoriskey | 4–6, 2–6         |
| 2.  | 23 de abril de 2013  | Charlottesville, Estados Unidos | Arcilla    | Nicole Gibbs    | Nicola Slater Coco Vandeweghe       | 3–6, 6–7(4–7)    |
| 3.  | 14 de abril de 2014  | Dothan, Estados Unidos          | Dura       | Olivia Rogowska | Anett Kontaveit Ilona Kremen        | 1–6, 7–5, [5–10] |
| 4.  | 7 de febrero de 2016 | Midland, Estados Unidos         | Dura (i)   | Naomi Broady    | CiCi Bellis Ingrid Neel             | 2–6, 4–6         |

### Victorias sobres números 1
| Resultado | # | Jugadora       | Evento                         | Superficie | Ronda | Resultado        |
| --------- | - | -------------- | ------------------------------ | ---------- | ----- | ---------------- |
|           | 1 | Ashleigh Barty | Abierto de Estados Unidos 2021 | Dura       | 3R    | 6-2, 1-6, 7-6(5) |